# Parafia Świętych Apostołów Piotra i Pawła w Rembieszycach
Parafia Świętych Apostołów Piotra i Pawła w Rembieszycach – parafia rzymskokatolicka, znajdująca się w diecezji kieleckiej, w dekanacie małogoskim.